# سفندر جرجاني
السفندر الجرجاني نوع نباتي ينتمي إلى جنس السفندر من الفصيلة الهليونية.

## البيئة والانتشار
ينتشر في شبه جزيرة القرم في أقصى جنوب روسيا.

## الوصف النباتي
تنتج ثماره على الأوراق.